# Anita Simonis
Anita Simonis Zetts (Nueva York, 2 de marzo de 1926-Raleigh, 11 de diciembre de 2011) fue una gimnasta artística estadounidense, medallista de bronce olímpica en 1948 en el concurso por equipos.

## Ámbito deportivo
En las Olimpiadas de Londres 1948 gana el bronce en el concurso por equipos, quedando las estadounidenses situadas en el podio tras las checoslovacas y húngaras, y siendo sus compañeras de equipo: Marian Barone, Consetta Lenz, Dorothy Dalton, Meta Elste, Helen Schifano, Clara Schroth y Ladislava Bakanic.